# Mistrzostwa Polski w Skokach Narciarskich 2023
Mistrzostwa Polski w Skokach Narciarskich 2023 – zawody mające na celu wyłonienie najlepszych skoczków narciarskich w Polsce, które rozegrane zostały 22 grudnia 2022 na skoczni im. Adama Małysza (HS134) w Wiśle.
Początkowo w programie zawodów znajdowała się rywalizacja kobiet, jednakże Polski Związek Narciarski postanowił o jej odwołaniu z powodu zgłoszenia zbyt małej liczby skoczkiń.
Tytuł obronił Kamil Stoch, natomiast kolejne miejsca na podium zajęli Piotr Żyła i Paweł Wąsek, czyli nastąpiła identyczna kolejność, jaka miała miejsce w poprzedniej edycji zimowego czempionatu.

## Skocznia
| Zdjęcie | Nazwa skoczni                         | Miejscowość | K    | HS    | Rekord skoczni | Rekord skoczni | Rekord skoczni | Źr.   |
| Zdjęcie | Nazwa skoczni                         | Miejscowość | K    | HS    | Odległość      | Rekordzista    | Data           | Źr.   |
| ------- | ------------------------------------- | ----------- | ---- | ----- | -------------- | -------------- | -------------- | ----- |
|         | Skocznia narciarska im. Adama Małysza | Wisła       | K120 | HS134 | 139,0 m        | Stefan Kraft   | 08.01.2013     | [ 4 ] |

## Program zawodów
Źródło: PZN.
| Dzień      | Konkurencja          | Początek (CET) | Liczba uczestników |
| ---------- | -------------------- | -------------- | ------------------ |
| 22 grudnia | Oficjalny trening    | 14:30          | —                  |
| 22 grudnia | Seria próbna         | 15:45          | 31                 |
| 22 grudnia | Konkurs indywidualny | 17:00          | 33                 |

## Wyniki

### Konkurs indywidualny mężczyzn (22.12.2022)
Źródło: skijumping.pl.
| M    | Zawodnik              | Skok 1  | Skok 2  | Wynik punktowy |
| ---- | --------------------- | ------- | ------- | -------------- |
| 1.   | Kamil Stoch           | 138,0 m | 125,5 m | 300,2          |
| 2.   | Piotr Żyła            | 127,0 m | 123,5 m | 299,7          |
| 3.   | Paweł Wąsek           | 130,0 m | 120,5 m | 274,2          |
| 4.   | Stefan Hula           | 124,5 m | 127,5 m | 265,3          |
| 5.   | Jan Habdas            | 122,0 m | 118,0 m | 262,4          |
| 6.   | Jarosław Krzak        | 124,0 m | 126,5 m | 247,1          |
| 7.   | Klemens Murańka       | 118,5 m | 123,0 m | 244,4          |
| 8.   | Maciej Kot            | 115,0 m | 114,5 m | 239,6          |
| 9.   | Wiktor Szozda         | 125,5 m | 122,0 m | 234,8          |
| 10.  | Aleksander Zniszczoł  | 118,5 m | 117,5 m | 231,5          |
| 11.  | Marcin Wróbel         | 119,0 m | 126,0 m | 226,5          |
| 12.  | Jakub Wolny           | 121,0 m | 108,5 m | 220,7          |
| 13.  | Tomasz Pilch          | 115,5 m | 111,5 m | 220,3          |
| 14.  | Tymoteusz Amilkiewicz | 127,0 m | 116,0 m | 213,1          |
| 15.  | Adam Niżnik           | 121,5 m | 118,0 m | 209,5          |
| 16.  | Klemens Joniak        | 120,0 m | 118,5 m | 205,6          |
| 17.  | Andrzej Stękała       | 87,0 m  | 127,0 m | 195,9          |
| 18.  | Kacper Tomasiak       | 121,5 m | 111,0 m | 192,7          |
| 19.  | Szymon Jojko          | 119,5 m | 109,0 m | 188,1          |
| 20.  | Karol Niemczyk        | 103,5 m | 104,5 m | 146,4          |
| 21.  | Jan Galica            | 111,5 m | 97,5 m  | 142,7          |
| 22.  | Łukasz Łukaszczyk     | 114,0 m | 96,0 m  | 140,6          |
| 23.  | Wiktor Pękala         | 104,5 m | 101,5 m | 138,9          |
| 24.  | Szymon Zapotoczny     | 96,5 m  | 104,0 m | 138,2          |
| 25.  | Hektor Kapustík       | 103,5 m | 89,0 m  | 122,3          |
| 26.  | Wiktor Węgrzynkiewicz | 106,0 m | 87,5 m  | 107,3          |
| 27.  | Kacper Jarząbek       | 84,5 m  | 107,5 m | 117,2          |
| 28.  | Klemens Staszel       | 90,0 m  | 108,0 m | 112,2          |
| 29.  | Mateusz Król          | 100,0 m | 79,0 m  | 87,1           |
| 30.  | Dawid Stasiak         | 88,0 m  | 87,0 m  | 66,9           |
| 31.  | Paweł Szyndlar        | 83,5 m  | NQ      | 24,8           |
| 32.  | Szymon Jarończyk      | 74,0 m  | NQ      | 10,6           |
| 33.  | Wiktor Fickowski      | 73,0 m  | NQ      | 7,9            |
| 34 ! | Dawid Kubacki         | DNS     | DNS     | DNS            |
| 35 ! | Miłosz Krzempek       | DNS     | DNS     | DNS            |